# Piotr Komorowski (1580–1640)
Piotr Komorowski herbu Korczak (ur. 1580 w Gołuchowcu, zm. 28 lub 29 października 1640 w Suchej Beskidzkiej) – starosta oświęcimski, właściwy twórca „państwa suskiego”.

## Życiorys
Urodził się w 1580 r. w Gołuchowcu, jako syn Krzysztofa Komorowskiego, kasztelana oświęcimskiego i starosty barwałdzkiego (wg innych opracowań kasztelana sandeckiego) oraz Anny Płazianki. Miał kilkanaścioro rodzeństwa, w tym dwu braci, którzy dożyli wieku dorosłego – Aleksandra (nad którym sprawował kuratelę do 1620) oraz Mikołaja. Od stycznia 1592 r. studiował na uniwersytecie katolickim w Ingolstadt. W 1600 r. walczył w czasie wyprawy hetmana Jana Zamoyskiego przeciw hospodarowi wołoskiemu Michałowi Walecznemu, uczestnicząc m.in. w bitwie pod Teleżyną. 
W 1608 r. przejął po zmarłym ojcu Suchą Beskidzką oraz Stryszawę, Krzeszów i Tarnawę wraz z okolicznymi nowo założonymi wsiami. O te ziemie stoczył następnie zbrojny konflikt z braćmi. Utworzył na tych terenach dobrze zarządzany zespół posiadłości prywatnych, nazywany „państwem suskim”. W latach 1608–1614 rozbudował dwór Kaspra Suskiego w Suchej Beskidzkiej, przekształcając go w okazałą rezydencję. 
W latach 1613–1614 wybudował w Suchej kościół, konsekrowany w grudniu 1624 r. W 1617 r. zmagał się z chorobą oka, z której według tradycji został cudownie uzdrowiony. Uzdrowienie, jak odnotowano w księdze Bractwa Najświętszego Sakramentu i Pięciu Ran Pana Jezusa, działającego przy kościele Bożego Ciała w podkrakowskim Kazimierzu, nastąpiło po modlitwach do świętego Stanisława Kazimierczyka (1433–1489), kanonika regularnego laterańskiego, którego grób znajdował się w tymże kościele. To dało Komorowskiemu asumpt do sprowadzenia w 1624 roku do Suchej kanoników regularnych laterańskich z prepozytury p.w. Bożego Ciała na krakowskim Kazimierzu, dla których w 1625 r. ufundował w Suchej osobną prepozyturę, a w 1626 r. doprowadził do ustanowienia dla nich w Suchej parafii. W 1615 ufundował świątynię w Krzeszowie.
W 1616 r. został starostą oświęcimskim, pełniąc różne funkcje w księstwach zatorskim i oświęcimskim; był m.in. sędzią kapturowym swojego powiatu w 1632. W 1633 r. posłował na sejm koronacyjny, został też deputatem do Trybunału Radomskiego w tym samym roku. W 1640 r. został także szafarzem podatków w obu księstwach.
Był dwukrotnie żonaty. Pierwszy raz z Katarzyną Przerębską (Przyrembską), prawdopodobnie córką Samuela, kasztelana łęczyckiego; drugi raz z Marcjanną z Ziembic Boguszówną.
Piotr Komorowski zmarł bezpotomnie w 1640 r., pozostawiając "państwo suskie" swojemu bratankowi, Krzysztofowi. Pochowany został w ufundowanym przez siebie kościele parafialnym w Suchej.